# Горячев, Павел Иванович
Павел Иванович Горячев (1895—1968) — советский офицер, участник Великой Отечественной войны, Герой Советского Союза (25.04.1944). Гвардии полковник (8.11.1942).

## Молодость, первая мировая и гражданская войны
Павел Горячев родился 16 (по новому стилю — 28) июня 1895 года в деревне Дьяково (ныне — Можайский район Московской области) в крестьянской семье. С 1911 года проживал в Москве, работал электромонтёром. 
В Русскую императорскую армию был мобилизован в мае 1915 года. Служил в 60-м запасном пехотном батальоне (г. Алатырь). С декабря 1915 года участвовал в Первой мировой войне, воевал в составе 110-го Камского пехотного полка. После Февральской революции, в мае 1917 года, был избран солдатами председателем полкового солдатского комитета. В том 1917 году П. И. Горячев вступил в Красную Гвардию, командовал красногвардейским отрядом. В том же 1917 году вступил в РСДРП(б).
В октябре 1918 года вступил в Рабоче-крестьянскую Красную Армию и направлен на политическую работу в войска. Участвовал в Гражданской войне. Сначала был назначен комиссаром инженерного батальона 1-го Московского советского полка. С марта 1919 служил во 2-й стрелковой дивизии: старшина прожекторной роты, военком инженерного батальона. Воевал против войск адмирала А. В. Колчака на Восточном фронте. С сентября 1919 года — военком 18-го стрелкового полка, с которым воевал против войск генерала Н. Н. Юденича, участвовал в обороне Петрограда и в советско-польской войне в 1920 году. 

## Межвоенный период
После завершения основных сражений Гражданской войны продолжал службу в 2-й стрелковой дивизии, назначен военкомом командных курсов при 5-й стрелковой бригаде, затем стал военкомом повторных командных курсов дивизии, с февраля 1922 года — комиссар 4-го стрелкового полка, с июля 1922 года — комиссар артиллерии дивизии, с января 1923 — комиссар штаба снабжения дивизии, с декабря 1923 — ответственный секретарь дивизионной партийной комиссии. В 1924 году он окончил курсы военных комиссаров в Смоленске и в июле этого года назначен военкомом 42-го стрелкового полка 2-й стрелковой дивизии, затем — комиссаром 1-го отдельного стрелкового полка Московского военного округа. С января по май 1925 года исполнял должность помощника начальника материальной части штаба Московского военного округа, затем назначен военкомом 252-го стрелкового полка (Тула). С сентября 1927 — начальник организационной части политотдела Московской Пролетарской стрелковой дивизии. 
В декабре 1928 года был переведён из РККА на службу во внутренние войска ОГПУ СССР, в которых служил военкомом 1-го конвойного полка и исполняющим должность  помощника командира 1-й конвойной дивизии. 
В феврале 1932 года возвращён в РККА. Был направлен на Дальний Восток на должность помощника командира Благовещенского укреплённого района, с февраля 1933 года исполнял должность начальника политического отдела Гродековского укреплённого района, с сентября 1934 года — военком Забайкальского укрепрайона. С марта 1936 года служил военкомом Высших стрелково-тактических курсов усовершенствования офицерского состава пехоты «Выстрел». В июне 1938 года в звании бригадного комиссара был уволен в запас. 

## Великая Отечественная война
с началом Великой Отечественной войны в июне 1941 года бригадный комиссар П. И. Горячев возвращён в кадры Красной Армии и назначен военным комиссаром 3-го полка народного ополчения Фрунзенского района Москвы. С 4 июля по 18 августа 1941 года был военным комиссаром 1-й Московской дивизии народного ополчения 33-й армии Резервного фронта. С августа 1941 года исполнял должность начальника тыла 33-й армии, которую 13 октября передали в состав Западного фронта. В рядах армии участвовал в боях при обороне Мосальска, в битве за Москву участвовал в Вяземской, Можайско-Малоярославецкой и Наро-Фоминской оборонительных операциях, а в декабре 1941 года — в контрнаступлении под Москвой. В феврале 1942 года назначен командиром 51-го стрелкового полка (с апреля – 75-й гвардейский полк) 93-й стрелковой дивизии. Полк и дивизия в апреле 1942 года за отличия в Московской битве получили гвардейские звания (дивизия стала именоваться 26-й гвардейской стрелковой дивизией). В августе в составе 20-й армии участвовал в Первой Ржевско-Сычёвской операции, в которой полк овладел 6-ю населёнными пунктами самостоятельно и ещё 12-ю во взаимодействии с другими частями дивизии.
5 ноября 1942 года назначен командиром 3-й гвардейской механизированной бригады 1-го гвардейского механизированного корпуса, воевавших в 1-й гвардейской и в 3-й гвардейской армиях Юго-Западного фронта 8 ноября 1942 года был переаттестован из бригадных комиссаров в полковники. Участвовал в контрнаступлении под Сталинградом, где бригада за выдающиеся отличия в боях была награждена орденом Ленина, а её командир — орденом Красного Знамени.
С 14 июня 1943 года гвардии полковник Павел Горячев командовал 9-й гвардейской механизированной бригадой в 3-м гвардейском механизированном корпусе. Бригада и корпус готовились в то время в боям в составе Степного военного округа. В июле их передали на Воронежский фронт, где они участвовали в сражениях Курской битвы, в Белгородско-Харьковской и Сумско-Прилукской наступательных операциях.
Командир 9-й гвардейской механизированной бригады 3-го гвардейского механизированного корпуса 47-й армии Воронежского фронта гвардии полковник П. И. Горячев особенно отличился во время битвы за Днепр. 25 сентября 1943 года бригада Горячева с ходу овладела городом и железнодорожной станцией Гадяч Полтавской области Украинской ССР и вышла к Днепру напротив города Канева Черкасской области и начала подготовку к форсированию реки. В ночь с 28 на 29 сентября бригада начала переправу и к утру практически в полном составе была на западном берегу. Горячев одним из первых форсировал реку. Вскоре против бригады на плацдарме противник предпринял ряд мощных контратак. Отбив их, бригада перешла в наступление и освободила село Селище, на следующий день продолжала продвижение вперёд. В этих боях Горячев получил контузию.
Указом Президиума Верховного Совета СССР от 24 мая 1944 года за «образцовое выполнение боевых заданий командования на фронте борьбы с немецкими захватчиками и проявленные при этом отвагу и геройство» гвардии полковник Павел Горячев был удостоен звания Героя Советского Союза с вручением ордена Ленина и медали «Золотая Звезда» за номером 3914.
С начала ноября 1943 по конец мая 1944 года бригада в составе корпуса находилась в резерве Ставки ВГК в Тульских военных лагерях. Оттуда она прибыла на 3-й Белорусский фронт, где вошла в состав Конно-механизированной группы генерала Н. С. Осликовского. На этом и 1-м Прибалтийском фронтах бригада Горячева проявила высокие боевые качества, особенно отличившись в Белорусской стратегической наступательной операции (в Вильнюсской и в Шауляйской фронтовых наступательных операциях. В бою 28 июля 1944 года в Прибалтике полковник Горячев получил свою вторую тяжелую контузию и попал в госпиталь. 
После излечения в октябре 1944 года назначен командиром 13-й гвардейской механизированной бригады 4-го гвардейского механизированного корпуса 2-го Украинского фронта. Командовал этой бригадой до Победы, участвовал в Будапештской наступательной операции. 

## Послевоенное время
После окончания войны в июле 1945 переведён в Управление военного снабжения НКВД СССР (с марта 1946 года МВД СССР) на должность начальника авто-бронетанкового отдела. В июне 1950 уволен в запас по болезни. 
Проживал и работал в Москве. Скончался 20 июля 1968 года, похоронен на Преображенском кладбище Москвы.

## Награды
- Герой Советского Союза (24.05.1944)
- Два ордена Ленина (24.05.1944, 21.02.1945)
- Три ордена Красного Знамени (10.12.1942, 25.03.1943, 3.11.1944)
- Орден Красной Звезды (2.01.1942)
- Медали[1].